# Parcul Etnografic „Romulus Vuia”
Parcul Etnografic Național „Romulus Vuia” este primul muzeu în aer liber din România, fiind situat în Cluj-Napoca, str. Tăietura Turcului. Muzeul în aer liber are aproximativ 200 obiective. 

## Istoric
Planul tematic al Parcului etnografic a fost elaborat în 1929 de către Romulus Vuia. În urma cedării nord-vestului Transilvaniei prin Dictatului de la Viena (30 august 1940), Parcul etnografic se refugiază la Sibiu, unde funcționează până în 1945.
În anul 1956 planul tematic al Parcului a fost restructurat pe patru sectoare tematice de către Teodor Onișor și Valer Butură: Instalații tehnice și ateliere meșteșugărești; Tipuri zonale de gospodării și monumente de arhitectură populară; Sectorul etno-botanic (plante tradiționale, construcții agricole de hotar) și Sectorul etno-zootehnic (creșterea animalelor, construcții pastorale din hotarul satelor). Un accent deosebit a fost pus pe primele două sectoare. În cadrul primului sector exponatele sunt grupate în funcție de natura materiei prime prelucrate: prelucrarea lemnului; prelucrarea metalelor și mineritul țărănesc; prelucrarea țesăturilor de lână; prelucrarea lutului; prelucrarea pietrei; prelucrarea produselor agricole. Conform planului tematic, în cadrul celui de-al doilea sector urmau să fie reconstituite gospodării țărănești caracteristice pentru diferite zone etnografice din Transilvania.

## Colecție
În prezent sunt reprezentate următoarele zone etnografice: Maramureș, Oaș, Năsăud, Câmpia Transilvaniei, Zarand, Podgoria Alba, Mocănimea Munților Apuseni, Depresiunea Călățele, Bran, Bistrița (sași) și Gurghiu. Colecția este constituită din:
- 13 gospodării cu 90 de construcții caracteristice zonelor Munții Apuseni, Năsăud, Bistrița, Câmpia Transilvaniei, Maramureș, Secuimea, Zarand, Podgoria Albă, Țara Oașului, Gurghiu, Depresiunea Călățele, Bran
- 34 de instalații tehnice țărănești
- 5 case-atelier
- 3 biserici de lemn
- o poartă de cimitir.